# Paranothrotes iranicus
Paranothrotes iranicus is een rechtvleugelig insect uit de familie Pamphagidae. De wetenschappelijke naam van deze soort is voor het eerst geldig gepubliceerd in 1939 door Ramme.